# Гордон Купер
Гордон Купер (англ. Gordon Cooper; 6 березня 1927, Шоні, штат Оклахома, США — 4 жовтня 2004, Вентура, Каліфорнія, США) — астронавт США, підполковник ВПС. Перший астронавт США, який спав у космосі.
1949 року закінчив університет на Гавайських островах, потім — Технологічний інститут ВПС (1956) і Школу льотчиків-випробувачів (1957). Працював льотчиком-випробувачем та інженером. З 1959 року — в групі астронавтів. 15-17 квітня 1963 року здійснив політ на космічному кораблі «Меркурій». 21-29 серпня 1965 року разом із Ч. Конрадом здійснив політ у космос на кораблі «Джеміні-5».